# Chiesa dell'Immacolata (Castel Ivano)
La chiesa dell'Immacolata è la parrocchiale di Strigno, frazione di Castel Ivano in Trentino. Appartiene alla zona pastorale Valsugana - Primiero e risale al XIII secolo.

## Storia

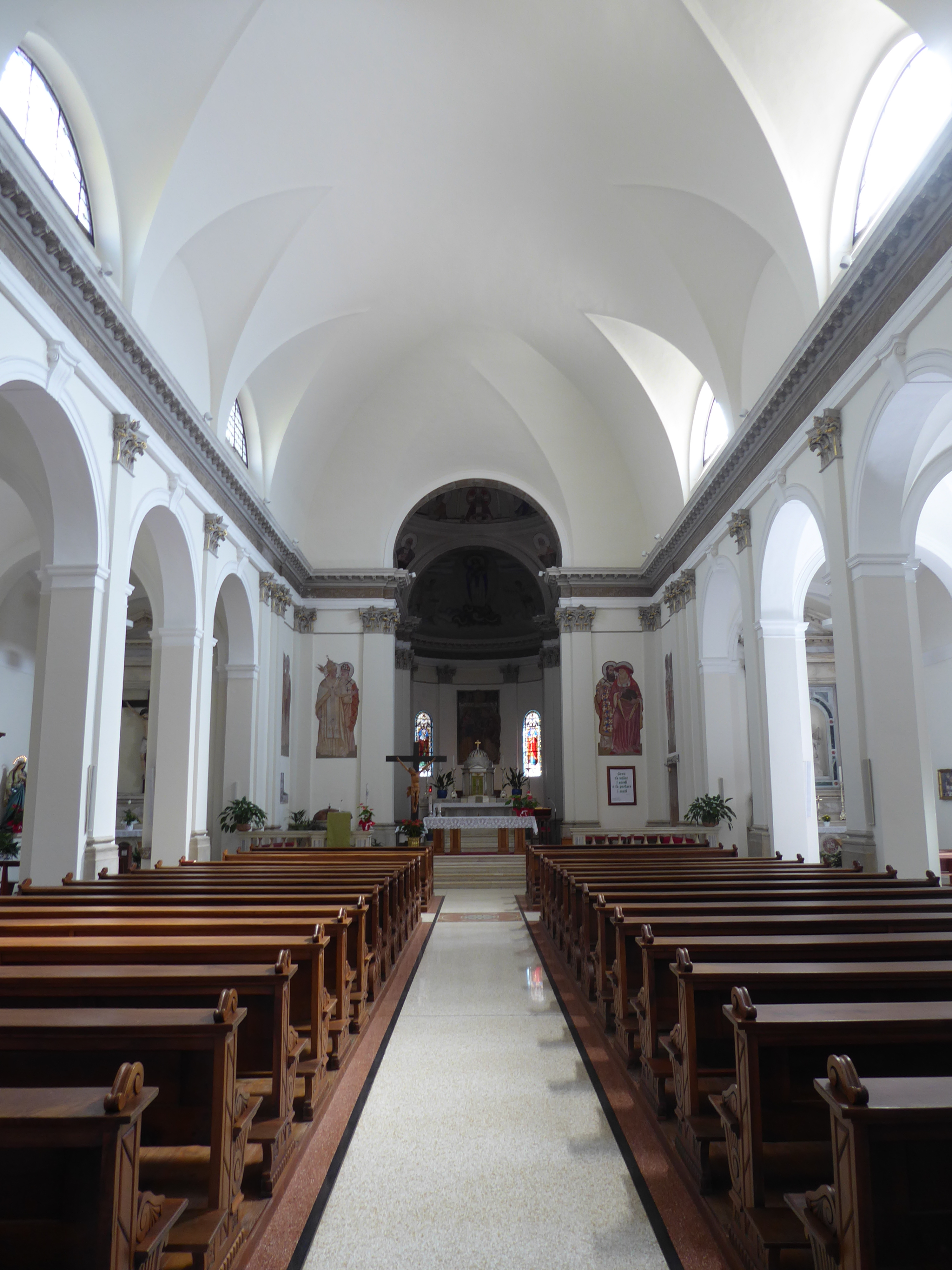
Interno

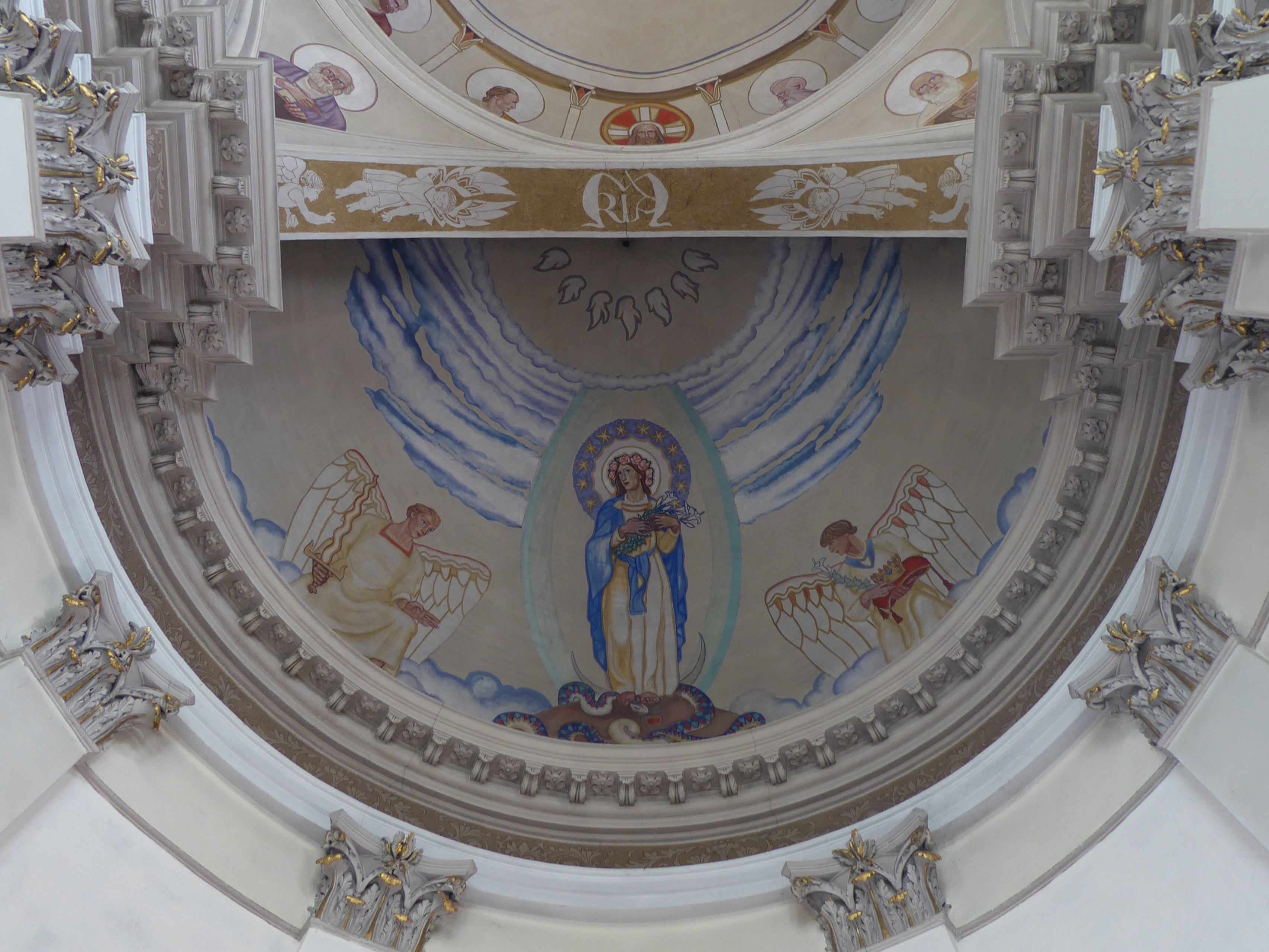
Affreschi nel catino absidale.

La prima citazione su un documento che risale al 1202 cita una pieve di Ivano. In seguito a Strigno venne eretto un nuovo luogo di culto, all'inizio del XV secolo, e la sua dedicazione fu per la Madonna e San Zenone. Questo edificio si sostituì per un certo periodo alla pieve di Castel Ivano, risalente al XIII secolo. Nella seconda metà del secolo venne sopraelevata la torre campanaria, che fu dotata di una cella doppia.
L'inititolazione alla sola Madonna Immacolata fu stabilità nel XVII secolo.
Nel 1786, sotto l'aspetto della giurisdizione ecclesiastica, entrò a far parte della diocesi di Trento lasciando quella di Feltre.
Nel secondo decennio del XIX secolo le esigenze dell'aumentata popolazione richiesero una ricostruzione della chiesa per ampliarne la superficie. Venne scelto il progetto presentato dall'architetto Sebastiano De Boni e il cantiere venne aperto nel 1826 per chiudersi nel 1831. Dell'antica struttura vennero salvati la torre campanaria, parte del presbiterio, le sacrestie e l'abside. I lavori non vennero tuttavia conclusi subito per mancanza di fondi e la facciata rimase incompleta.
Nel 1840 la chiesa fu consacrata con cerimonia solenne dal vescovo di Trento Giovanni Nepomuceno de Tschiderer.
Nella parte finale del secolo si realizzarono le decorazioni nella sala.
All'inizio del secolo successivo la facciata venne ultimata e per la sua sistemazione furono riutilizzati marmi in precedenza appartenenti all'edificio demolito. Nel 1913 venne rifatta la pavimentazione della sala.
Nel primo dopoguerra del XX secolo fu necessario procedere con un restauro per riparare i gravi danni provocati dal conflitto e dall'uso dell'edificio a scopi militari. Oltre alle riparazioni strutturali fu necessario procedere anche con nuove decorazioni, distrutte o asportate.
Negli anni settanta, nel corso dei lavori per l'adeguamento liturgico, vennero cancellate molte decorazioni create nel primo dopoguerra. Gli ultimi restauri si sono avuti attorno al 1985 e nel 2016 (rifacimento della pavimentazione, restauro dei banchi e ristrutturazione dell'organo).

## Descrizione
La chiesa sorge nella parte bassa dell'abitato. La struttura dell'edificio ha un aspetto neoclassico mentre la torre campanaria è in stile romanico.
L'organo posto sulla cantoria, opera 410 di Mascioni, è stato costruito nel 1929.